# Westvoorne
Westvoorne é um município dos Países Baixos, situado na província da Holanda do Sul. Tem 97,48 km² de área e sua população em 2020 foi estimada em 14.863 habitantes.